# Mangabeira (Recife)
Mangabeira é um bairro do Recife, Pernambuco.
Situa-se na terceira Região Político-administrativa (RPA-3), Microrregião (3.2).
Faz limites com os bairros de Casa Amarela(de onde se desmembrou), Tamarineira, Arruda, Bomba do Hemetério e Alto José do Pinho.

## História
O bairro foi emancipado do bairro de Casa Amarela em 1988 pela Lei Municipal 14.452 junto a outros bairros da região.

## Demografia
- Área territorial: 29 hectares
- População:6.950  [nota 1]
- Densidade demográfica: 240,43 hab./ha.

## Edificações
Escolas
- Centro Educacional Cristo Salva (privada)[4]
- Escola Monsenhor Manoel Marques (estadual)[5]
- Escola Municipal da Mangabeira (municipal)[6]

Hospitais
- Posto de Saúde da Mangabeira[7]

Igrejas/Centros Religiosos
- Igreja Católica Nossa Senhora de Fátima[8]
- Ilê Axé Boju Ibô Omo Apaoka - Casa de Oxóssi[9]
- Igrejas evangélicas[10]
  - Assembléia de Deus
  - Igreja Batista em Mangabeira
  - Igreja Evangélica Templo da Graça de Deus

## Principais logradouros
- Avenida Professor José dos Anjos
- Avenida Norte
- Rua do Cinema
- Rua Maria Gonçalves
- Rua Tapejara
- Rua Campo Alegre

## Cultura
O bairro é famoso pela multiculturalidade que vai de ritmos locais até o rock.
Existem no bairro grupos de Afoxé, Maracatu de Baque Solto e de Baque Virado, Caboclo de Lança,
Caboclinho, bandas de rock, pop rock, gospel e reggae.

### Clubes
- Mangabeira Futebol Clube[nota 2]
- Sesc Mangabeira ou (Sesc Casa Amarela)[nota 3]

### Grupos
- Conselho de Moradores do Bairro da Mangabeira.[11]